# Gaby Álvarez
Gabriela Álvarez Larrayoz (Madrid, 10 de noviembre de 1922 - 8 de julio de 2013), conocida artísticamente como Gaby Álvarez, fue una actriz de teatro, cine, televisión, radio y doblaje española. Estudió en el Instituto Escuela y Colegio Concepción Arenal.

## Biografía
Sus primeros contactos con el mundo de la escena tienen lugar en los diversos cuadros de teatro aficionado existentes en Madrid a finales de los años 1940 (La Farándula, Educación y Descanso, Montepío Mercantil e Industrial de Madrid…) en los que interpreta papeles principales del repertorio teatral clásico y del momento. Recibe clases, además, de la actriz Enriqueta de Palma.
Inicia su carrera como profesional entre los meses de octubre y diciembre de 1949 en la Compañía Consuelo Portela (actriz y cantante conocida décadas atrás como La Chelito, y entonces empresaria del Teatro Muñoz Seca de Madrid) como dama joven, para incorporarse después como segunda actriz en la Compañía Joaquín Dicenta (hijo) el año siguiente, en el Teatro Albéniz de Madrid, con la obra Hernán Cortés, junto a Salvador Soler Marí, Mary Delgado, Antonio Riquelme y Carlos Oller.
Continuó compaginando su trabajo como profesional, con la posibilidad que le daban los cuadros aficionados de interpretar una gran variedad de papeles dramáticos, trágicos, cómicos y los grandes textos del teatro universal, en los que iba adquiriendo conocimientos y experiencia en la interpretación.
Fue en una de esas representaciones de aficionados cuando el autor teatral Enrique Jardiel Poncela, la ve interpretando el papel protagonista de su comedia Madre (el drama padre) y le propuso incorporarse a su compañía como primera actriz. No entraba en los planes de Gaby Álvarez aceptar esa propuesta ya que, en los inicios de su carrera, tenía más predilección por el repertorio dramático que por el cómico que representaba Jardiel. El autor le propone, no obstante, trabajar la dirección para conseguir encajarla en el repertorio de su compañía e incluso sugiere escribirle obras a su medida. Estas expectativas para una actriz que iniciaba su carrera se ven dilatadas en el tiempo y finalmente truncadas por la enfermedad de Jardiel en sus últimos años de vida.
El año 1951 es un año de gran actividad para Gaby Álvarez. Se incorpora a la Compañía Lauren como primera actriz, a la Compañía Antonia Herrero-Beringola como segunda actriz, y como dama joven a la Compañía Eugenia Zúffoli – José Bódalo, con un repertorio de alta comedia y clásicos,  para una amplia gira por Cuba de un año, en la que el empresario es el maestro Ernesto Lecuona. La compañía viajó por barco en un accidentado viaje, ciclón incluido, que desvió la trayectoria del barco hasta Halifax en Canadá, para finalmente llegar a La Habana.
En esta gira cubana, el maestro Lecuona compone especialmente para ella una canción, que debía ser interpretada en una de las obras que se representaban en el repertorio de la Compañía.
Entre enero y marzo de 1953 forma parte de la Compañía Lope de Vega, dirigida por José Tamayo. En este momento forman parte de la compañía Carlos Lemos, Mari Carrillo y Paco Rabal entre otros actores. Entre el repertorio que interpreta está el estreno en España de La muerte de un viajante de Arthur Miller (como Mujer), el auto-sacramental El gran teatro del mundo de Calderón de la Barca (como La Discreción), Otelo de William Shakespeare (como Emilia) y El alcalde de Zalamea también de Calderón de la Barca (como Inés).
En marzo de 1953 y hasta el mes de septiembre forma parte de la Compañía Tina Gascó – Fernando Granada, como segunda actriz, con un repertorio de alta comedia.
En septiembre de 1953 se incorpora como primera actriz, a la Compañía Enrique Rambal, en la que permanecerá hasta abril de 1955. En esta compañía interpreta un amplio repertorio, entre cuyas obras está Fuenteovejuna de Lope de Vega (Laurencia), La corte de los venenos de Sardou (Marquesa de Montespan), Don Juan Tenorio de Zorrilla (Doña Inés), El médico de los locos, Los tres mosqueteros, Isabel la Católica (La Reina Isabel), Que el cielo la juzgue (Ruth), Genoveva de Brabante (Genoveva), la famosa pasión de Jesucristo de Rambal titulada El Mártir del Calvario (María de Nazareth), Cumbres Borrascosas (Catalina), Don Juan Tenorio (Doña Inés), entre otras muchas. La gira recorre 56 ciudades de España y realiza amplias temporadas en Madrid, Barcelona, Valencia y Bilbao.
En esta compañía trabaja como galán el que será su marido poco tiempo después, el actor José Luis Lespe.
Rambal tenía el proyecto, en aquel momento, de dejar de trabajar como actor en la compañía y dedicarse a dirigir únicamente. Entre 1955 y 1956 Enrique Rambal se encontraba organizando una larga gira por América, en la que contaría como cabeza de cartel y primera actriz con Gaby Álvarez y como primer actor con José Luis Lespe. En esta gira pondría en escena un amplísimo repertorio, básicamente enfocado en los textos clásicos sin abandonar las obras de “gran espectáculo” y melodramas con los que Rambal consiguió sus mayores éxitos. Este proyecto se vio truncado debido a la muerte de Enrique Rambal, atropellado por una moto en 1956.
Mientras sucedía todo esto Gaby Álvarez forma parte de diversas compañías como la Compañía Renacimiento de Joaquín Dicenta (hijo) para representar en el Teatro Lara de Madrid su obra Son mis amores reales, junto a José María Seoane y Rosita Yarza, en la que interpreta el papel de Isabel de Borbón; o la Compañía Adela González y Antonio Soto, en el Teatro Maravillas de Madrid.
En noviembre de 1955 se incorpora a la Compañía Alejandro Ulloa como primera actriz, en la que permanecerá hasta julio de 1956, con un repertorio clásico compuesto por Cyrano de Bergerac (Roxana), Hamlet (Ofelia), El alcalde de Zalamea (Isabel), La vida es sueño (Rosaura), Romeo y Julieta (Julieta), Don Juan Tenorio (Doña Inés), entre otras obras.
Durante 1957 trabaja en dos ocasiones con el Teatro Nacional de Cámara y Ensayo, dirigido por Modesto Higueras, con El chico de los Winslow de Terence Rattigan, y con El sillón vacío,  ambas en el Teatro María Guerrero de Madrid. También participa en el montaje de la obra “Felipe II”, junto a Enrique Diosdado y Mari Carrillo, en el Teatro Recoletos de Madrid. Esta obra fue representada también en el Patio de la Armería del Palacio Real de Madrid.
Entre diciembre de 1957 y octubre de 1958 se incorpora de nuevo a la Compañía Tina Gascó, como segunda actriz, junto a José Bódalo y Hugo Pimentel, con un repertorio de siete obras entre las que había textos de alta comedia y se incluía la obra de Buero Vallejo Historia de una escalera (Anita).
En 1959 estrena en el Teatro Monumental de Madrid el oratorio de Arthur Honegger Juana de Arco en la hoguera, junto a José María Seoane, y orquesta sinfónica, bajo la dirección del maestro Mendoza Lasalle. Interpreta en este oratorio el papel de Juana, papel que había sido estrenado en Barcelona por la actriz Ingrid Bergman.
De nuevo es contratada por José Tamayo para la Compañía Lope de Vega en abril de 1961, para la obra de Tennessee Williams La Caída de Orfeo, junto a Ana Mariscal, Pepe Rubio y Nuria Torray en el Teatro Alcázar de Madrid.
En marzo de 1962 estrena en la Compañía Justo Alonso El milagro de Ana Sullivan, junto a Lola Cardona, Maribel Ayuso y Antonio Puga. En este mismo año se incorpora a la Compañía Teatro Lara como primera actriz, interpretando la comedia El abogado del Diablo, junto a Julieta Serrano, Pastor Serrador y Ángel Picazo. Tras la temporada del Lara, la obra saldría de gira por España.
Regresa al Teatro Español de Madrid en 1962, interpretando en su compañía titular el papel de Isabel la Católica, en la obra de Lope de Vega El Nuevo Mundo, junto a José María Seoane y Rosita Yarza.
En 1963 interpreta el papel de Madre en Jacobo o la sumisión de Ionesco en la Compañía Teatro siglo XX, junto a Valeriano Andrés y se traslada después a Barcelona con la Compañía Marcos Cruz, con María Fernanda Ladrón de Guevara con la obra de Curzio Malaparte También las mujeres perdieron la guerra.
En estos años inicia sus colaboraciones en programas dramáticos de una incipiente Televisión Española, en la que trabajó con realizadores como Juan Guerrero Zamora, Fernando García de la Vega, Pedro Amalio López, Fernando Delgado, Víctor Vadorrey, Domingo Almendros o Hernández Batalla, entre otros.
Sus trabajos más destacados, en el programa Estudio 1 serían Diálogos de Carmelitas de Georges Bernanos dirigido por Juan Guerrero Zamora, El jugador de Fiódor Dostoyevski (Guerrero Zamora) o Julio César de Shakespeare (Calpurnia) dirigida por Pedro Amalio López, El castigo sin venganza dirigida por Ángel Fernández Montesinos desde el Corral de comedias de Almagro. En el programa Novela destaca su papel de Madre en El Improvisador, una biografía de Hans Christian Andersen dirigida para la televisión por Juan Guerrero Zamora.
A partir de ese momento compaginará sus trabajos en televisión con el teatro.
En la temporada 1966-67 se incorpora a la Compañía Teatro Valle-Inclán de Madrid, en el estreno de la obra Mala semilla junto a Irene Gutiérrez Caba y Javier Loyola.
En 1967 representa en el Teatro María Guerrero de Madrid El Pájaro Azul,  cuento infantil de Maurice Maeterlinck, dirigido por Ángel Fernández Montesinos, y en el que interpreta a la Reina de la Noche, junto a un reparto que reunió a los más destacados actores del momento.
Estrena en febrero de 1968, en la Compañía Carlos Larrañaga – María Luisa Merlo El Proceso de Mary Dugan (Mary Dugan), obra dirigida por Narciso Ibáñez Menta en la que participaban también Enrique Guitart y la madre de Carlos Larrañaga, María Fernanda Ladrón de Guevara.
En 1968 estrena, en el Teatro Real de Madrid, junto a la Orquesta Nacional de España dirigida por Arturo Tamayo, la Cantata de los Derechos Humanos de Cristóbal Halffter, junto a José Luis Lespe. Esta obra fue un encargo de Naciones Unidas al compositor con motivo del 20 aniversario del acta de declaración de derechos humanos. Al estreno, con un importante significado debido al momento político en el que se encontraba el país, asistieron los entonces Príncipes de España Don Juan Carlos y Doña Sofía.
En noviembre de 1969 graba para TVE, para el programa Novela, David Copperfield de Charles Dickens, bajo la dirección de Juan Guerrero Zamora, en el papel de Pegotty, con el que consigue una gran popularidad. Con sus 20 capítulos fue la novela más larga realizada hasta el momento por TVE, y un gran éxito, con un reparto encabezado por Francisco Valladares.
En los años ’70 participa en numerosos programas de televisión, entre los que destacan Pajareando junto a Andrés Pajares (1970), Jane Eyre interpretando a Lady Ingram (1971), Los Nickleby (1972), todos ellos bajo la realización de Domingo Almendros; Cuento, bajo la realización de Antonio Giménez Rico; Los Payasos de la Tele junto a Gaby, Fofó y Miliki (1974); Historias y Leyendas serie realizada por Francisco Rovira Beleta (1974) y Selma Lagerloff para el programa “Novela” con dirección de Domingo Almendros (1974).
En los años ’70 inicia su colaboración en el Cuadro de Actores de Radio Nacional de España, bajo la dirección de realizadores como Narciso Ibáñez Serrador, Domingo Almendros o Juan Guerrero Zamora. En 1973 participa en 55 programas, en 1974 en 61 programas, en 1975 en 51, en 1976 en 22, prolongándose sus interpretaciones en radio hasta bien entrados los años ‘80.
En Radio Nacional de España interpreta papeles protagonistas en las versiones radiofónicas de: Los Miserables, Anna Karenina, Lo que el viento se llevó, Historias para no dormir, La dama de las camelias, Episodios Nacionales, Los tres mosqueteros, El conde de Montecristo, Fortunata y Jacinta y en el papel de Doña Leonor de El viaje a ninguna parte de Fernando Fernán Gómez. Gaby Álvarez no trabajó únicamente en Radio Nacional de España, sino que colaboró también en las radionovelas de la emisora CAR, Cadena Azul de Radiodifusión La Hija del Rencor (1976) y Lorena (1977).
Inicia en los ’70 sus colaboraciones como actriz de doblaje en todos los estudios de Madrid.
En teatro, en la década de los ’70, estrena con la Compañía Titular del Teatro Español El Buscón de Francisco de Quevedo (1972), bajo dirección de Alberto González Vergel, y junto a Aurora Bautista, José María Prada, Lola Cardona, Carmen Bernardos, Enrique Guitart y un amplísimo reparto; La jaula de José Fernando Dicenta, en la Compañía Nacional de Teatro María Guerrero, con dirección de Vicente Amadeo (1972); Cardo Borriquero de Barillet y Gredy en el Teatro Infanta Isabel de Madrid, con la Compañía Conchita Montes, junto a José María Mompín, Paula Martel y Juan José Otegui, bajo la dirección de Ángel Fernández Montesinos (1976); La Celestina (Alisa), para la Compañía Lope de Vega, bajo la dirección de José Tamayo y protagonizada por Irene Gutiérrez Caba, Joaquín Kremel, Teresa Rabal y Terele Pávez, en el Teatro de la Comedia de Madrid (1978) y en el Teatro Maravillas y Alfil de Madrid. en la comedia Lo mío es de nacimiento, junto a Emilio Laguna, Paloma Hurtado, Pilar Bardem, con dirección una vez más de Ángel Fernández Montesinos (1978-79).
En cine participa en varias películas de Paco Martínez Soria: El calzonazos, dirigida por Antonio Ozores (1974) y Estoy hecho un chaval (1975) y Vaya par de gemelos (1977), ambas dirigidas por Pedro Lazaga.
En los años ’80 continúa trabajando como actriz en programas de radio (Los Porretas en Radio Madrid-Cadena SER a lo largo de 1982 y numerosos programas en el Cuadro de Actores de Radio Nacional de España), de televisión (entre los que destaca Teresa de Jesús dirigida por Josefina Molina y protagonizada por Concha Velasco a finales de 1982; Un, dos, tres... responda otra vez dirigido por Narciso Ibáñez Serrador a principios de 1983, “Anillos de Oro” de Ana Diosdado, dirigida por Pedro Masó en 1983 y teatro (Centro Cultural de la Villa, Compañía Lírica Pedro Luis Domingo, en la zarzuela “Artistas para la Habana”  de Francisco Asenjo Barbieri) en 1984.
A partir de 1985 su actividad como actriz se centra en el doblaje, participando como actriz en series de TV, entre las que destaca la serie de dibujos animados Babar (Madre de Babar), cine español (varias películas de Vicente Aranda), y publicidad.